# Valentin Serov
Valentin Alexandrovich Serov (em russo:  Валенти́н Алекса́ндрович Серо́в) (São Petesburgo, 19 de janeiro de 1865 - Moscou, 5 de dezembro de 1911) foi um pintor russo impressionista, um dos mais talentosos e reconhecidos pintores de sua época.

## Biografia

### Vida pessoal
Valentin Serov nasceu em São Petesburgo, em 1865, filho do crítico musical e compositor russo, Alexander Serov, um grande admirador das obras de Richard Wagner e da também compositora, Valentina Serova. Aos 43 anos de idade, Alexander casou-se com Valentina, de apenas 17 anos na época, sendo Valentin o único filho do casal.
Sua infância foi mergulhada na arte. Não apenas na música clássica, mas também na escultura, com a presença constante de Mark Antokolsky e dos pintores Ilya Repin e sua esposa, amigos do casal Serov. Seu talento e olhar aguçado para a arte ficaram óbvios já desde a infância e ele foi encorajado pelos pais a aperfeiçoar seus talentos.
Seu pai faleceu quando Valentin tinha apenas 6 anos de idade. Sua mãe vivia ocupada, organizando festas e saraus, deixando-o meio de lado na criação. Ainda assim, ao ver o quão bem ele desenhava, Valentina decidiu mudar-se para Paris, centro da arte e casa de vários artistas, como Repin, já bem popular na época, que ensinou o garoto a pintar. Valentin cresceu introspectivo e taciturno, mas ganhou reputação como pintor conforme estudava.
Em 1875, o patrono das artes, Savva Mamontov, convidou Valentin e sua mãe para se estabelecerem em Abramtsevo, nos arredores de Moscou, onde Valentin pode estudar mais uma vez sob a tutela de Repin, que tinha acabado de retornar à Rússia, tendo a oportunidade de conhecer vários artistas importantes do círculo de Mamontov. Muito do olhar artístico de Valentin se formou com sua vivência em Abramtsevo e Domotkanovo, não muito longe da capital. As paisagens rurais russas e os grandes espaços abertos com florestas, ravinas e vilas foram essenciais nos primeiros trabalhos de Valentin. Ele fez várias ilustrações nessa época, em especial para as fábulas de Ivan Krylov, um dos maiores fabulistas e contador de histórias. 
Estudou na Academia de Artes de São Petersburgo, com Pavel Chistyakov, pintor e professor de arte, de 1880 a 1885. Cinco anos depois de entrar na academia, Valentin decidiu sair por conta própria, alegando estar entediado com as aulas. Pendendo para o realismo em seus primeiros trabalhos sob a influência de Repin e Chistyakov, seus interesses logo se expandiriam para outras áreas, em especial sob a influência de Mikhail Vrubel e Konstantin Korovin, os colegas da Colônia de Abramtsevo e com suas visitas em museus pela Europa Oriental. 

### Família
Valentin casou-se em 1889, com Olga Trubnikova. O casal teve seis filhos, Alexander Nikolayevich Serov, Olga Serova, Yura Serov, Mikhail Serov, Natalia Serova e Anton Serov. Os filhos eram um tema frequente em várias pinturas de Valentin, como o quadro, Children (1899).

### Carreira
Durante os anos de 1880, Valentin esteve em contato com os impressionistas franceses e passou a usar paletas leves em retratos sempre iluminados pelo som e com jogo de sombras. Alguns de seus primeiros trabalhos com essa temática foram The Girl with Peaches (1887) e The Girl in Sunlight (1888), que o fizeram famoso. Harmonia de reflexos, o desenvolvimento de luz e cor, a espontaneidade e a percepção do cenários, são características comuns do impressionismo russo.
Valentin recebeu um prêmio da Sociedade de Amantes da Arte de Moscou e seu segundo retrato foi imediatamente comprado por Pavel Tretyakov, empresário, colecionador, filantropo e patrono das artes, cuja Galeria Tretyakov, em Moscou, é em sua homenagem. De 1890 em diante, retratos tornariam-se os principais quadros pintados por Valentin, famoso pelas características psicológicas dos retratados estarem tão evidentes nos quadros, com paletas de cores de tons de marrom e cinza.
Já no final de 1890, ele era conhecido e admirado como um dos melhores retratistas da Rússia, pintando artistas, atores, aristocratas e até a realeza russa. Seu retrato de Konstantin Korovin, de 1891, mostra grande influência de Edgar Degas, a quem conheceu em Paris. Em 1892, ele recebeu o convite para retratar o imperador Alexandre III e sua família, o que levou três anos para ser completado, sendo que ele viu o monarca apenas uma vez e precisou trabalhar com uma foto do soberano no restante do tempo. Ele também foi o responsável pelo retrato de Nicolau II.
Rigoroso com os retratados, Valentin exigia 90 dias de trabalho para terminar um retrato e se aborrecia quando eles se moviam, alguns ficando muito nervosos por estarem na presença do artista. O resultado final, porém, dificilmente desagradava a clientela e seu estúdio vivia abarrotado de pedidos de várias partes da Rússia.

## Últimos anos
Seus posicionamentos políticos ficaram evidentes ao retratar de maneira satírica vários membros da Revolução Russa de 1905. Membro pleno da Academia de Artes de São Petersburgo desde 1903, em 1905 ele se desligou em protesto à execução de trabalhadores grevistas e suas famílias em 9 de janeiro, conhecido como o Domingo Sangrento. Em 1907, acompanhando Leon Bakst, viajou para Creta, na Grécia, onde ambos estudaram as ruínas do Palácio de Cnossos. Um dos quadros desta época é The Abduction of Europa, de 1910.  

## Morte
Valentin Serov teve um infarto em 5 de dezembro de 1911, em Moscou, aos 46 anos. Ele foi sepultado no Cemitério de Novodevichy.

## Galeria

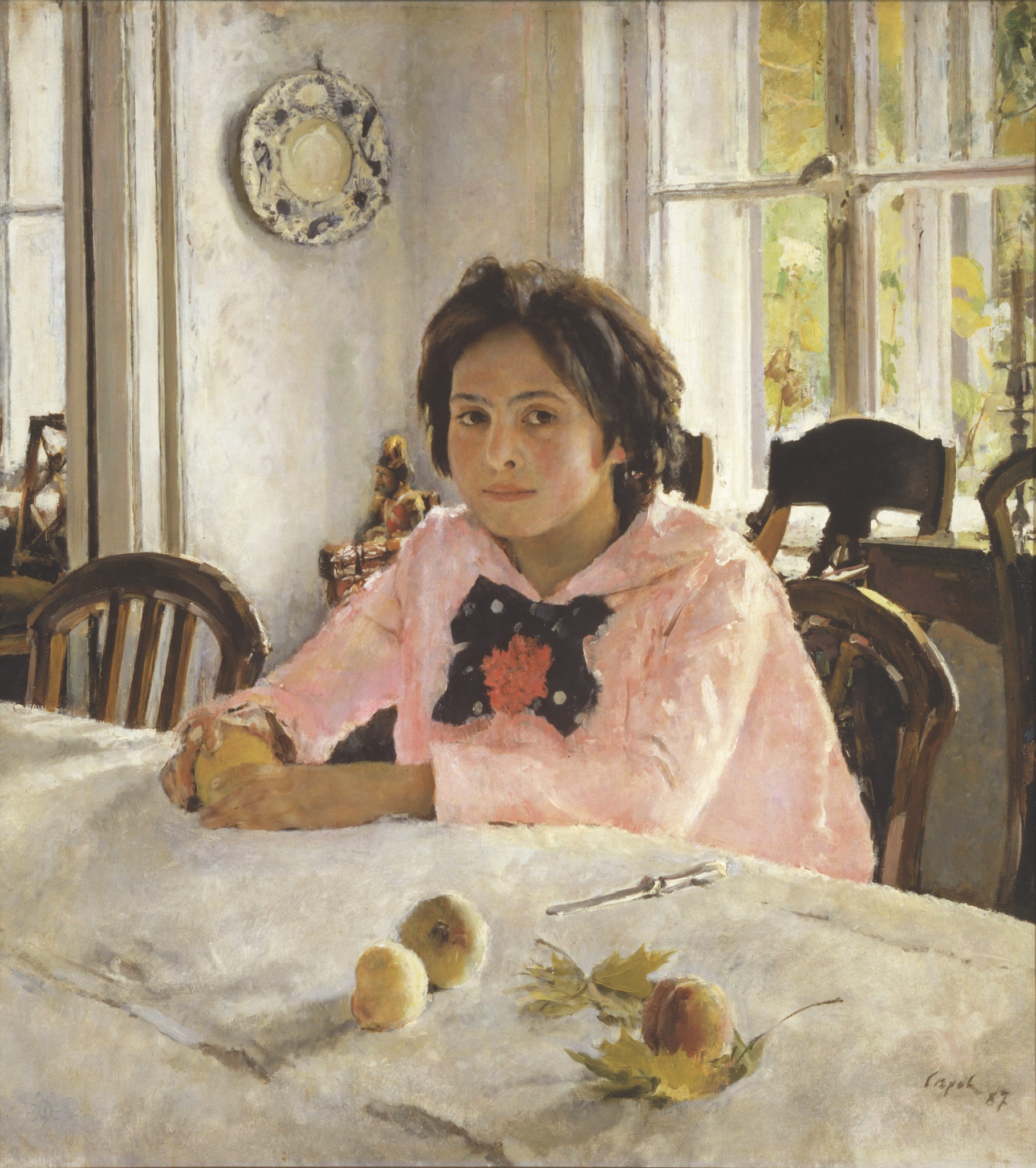
Rapariga com pêssegos, óleo sobre tela, 1887
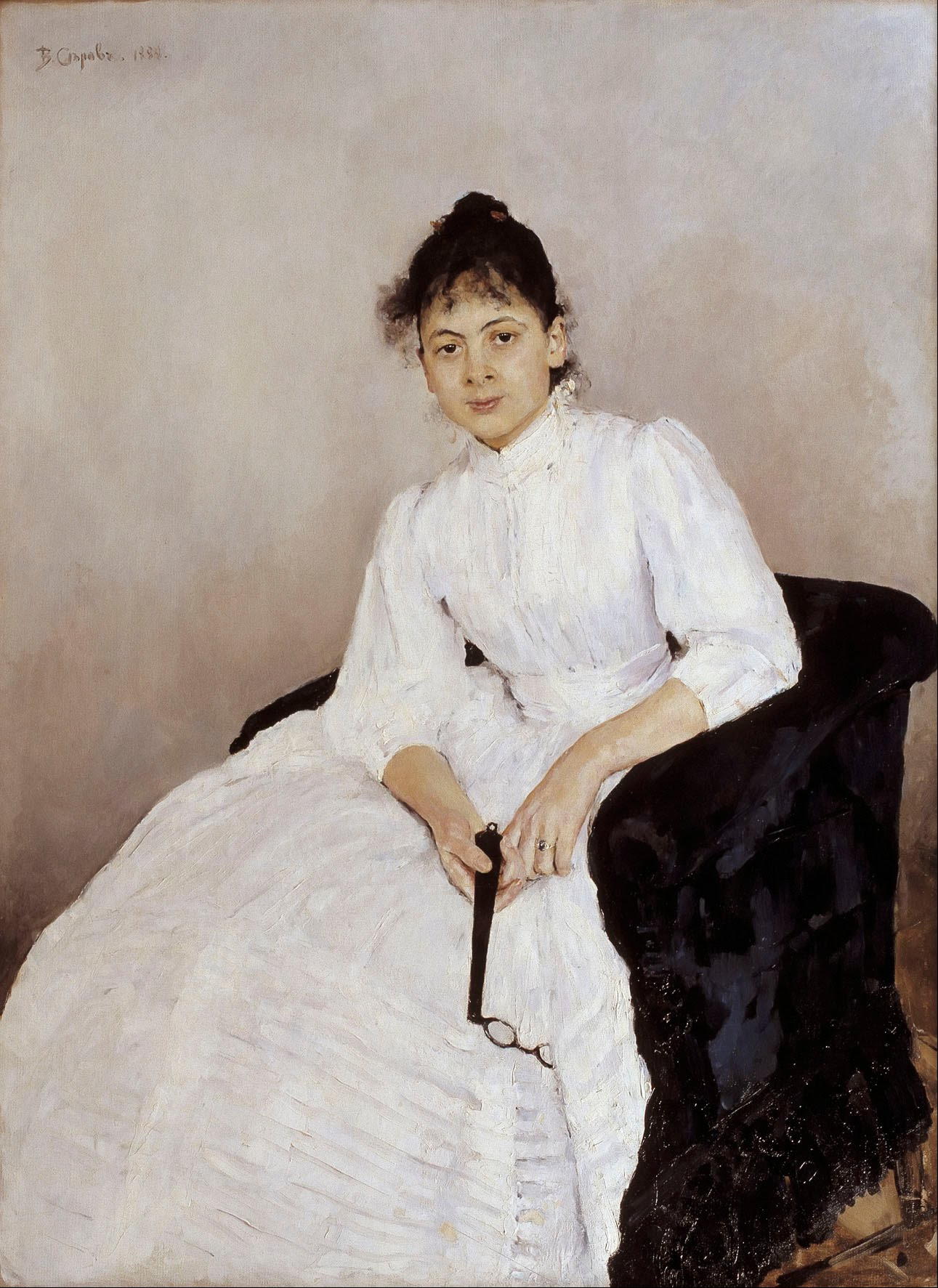
Retrado de Maria F. Jakuntjikova, óleo sobre tela, 1885 - 1888
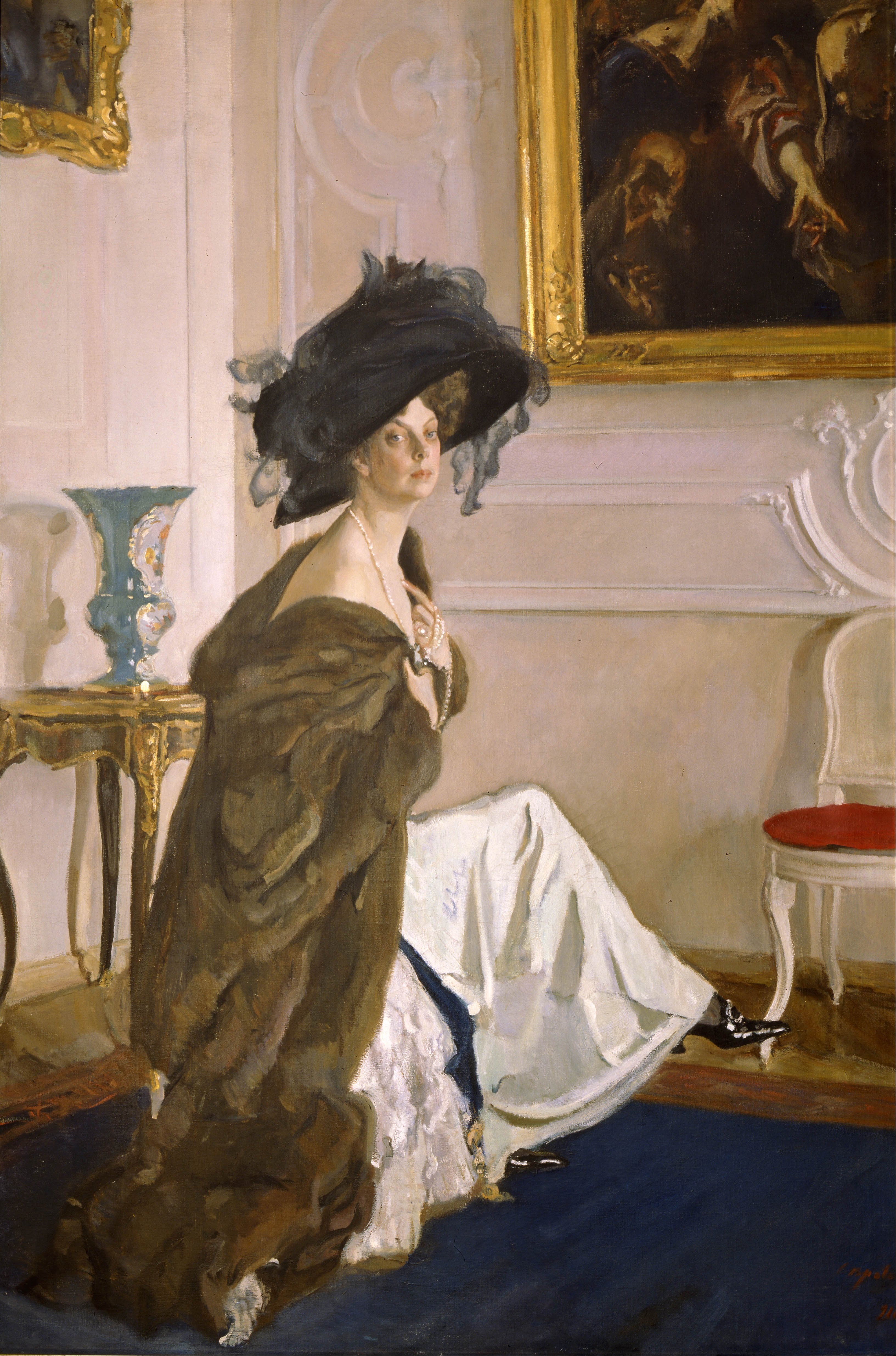
Retrato da Princesa Olga Orlova, óleo sobre tela, 1911
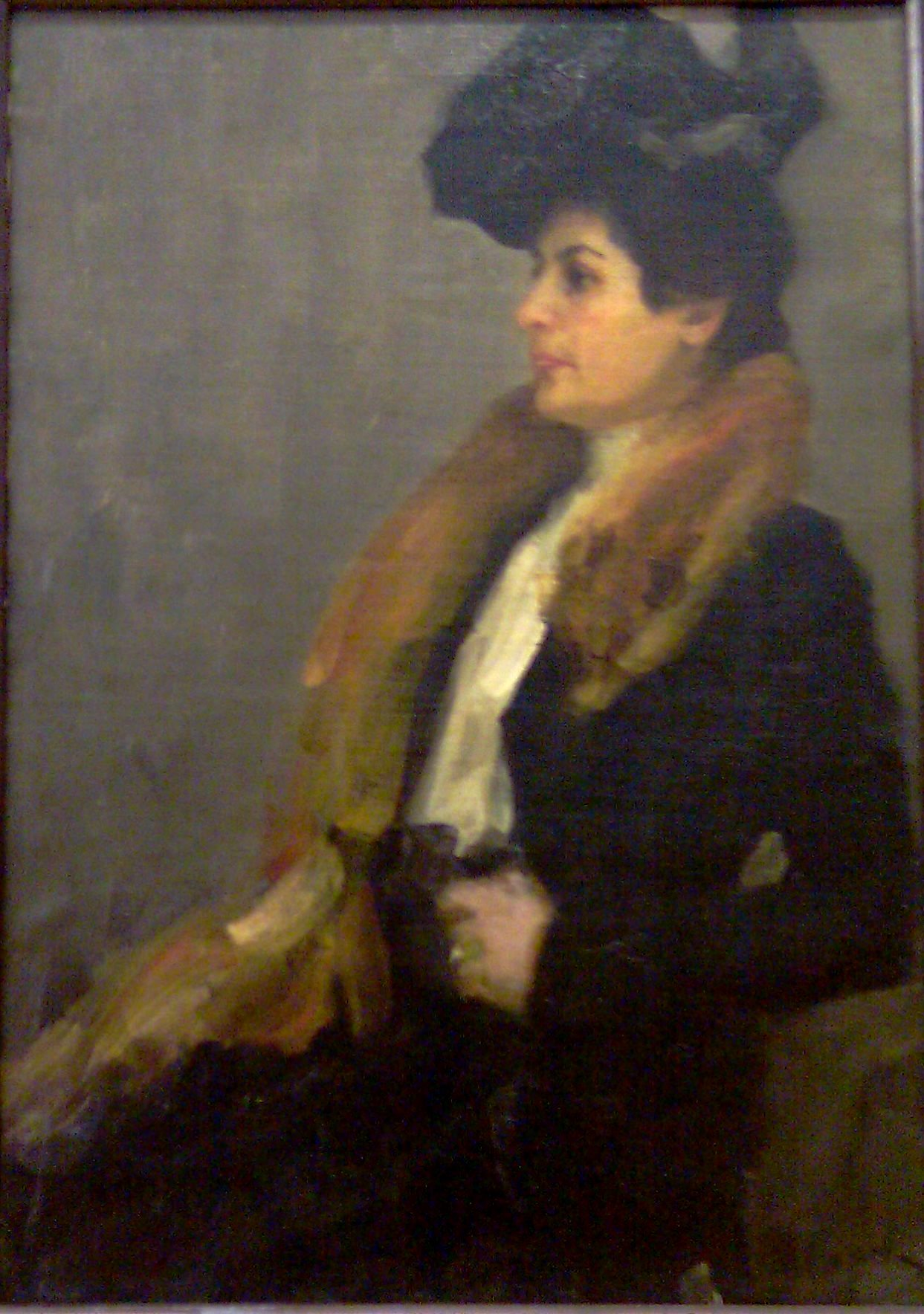
Retrato de Anna Gindus, óleo sobre tela, 1910-11
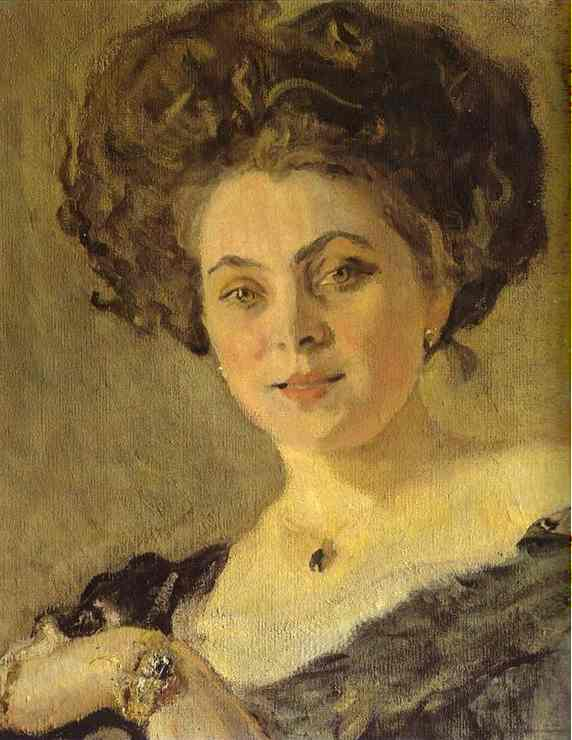
Retrato de Yevdokia Morozova, óleo sobre tela, 1908